# Gordon Thomson (acteur)
Gordon Thomson (Ottawa, 1 maart 1945) is een Canadees acteur. Hij speelde van 1982 tot 1989 de rol van Adam Carrington in de populaire televisieserie Dynasty.
Daarnaast is hij bekend als de derde Mason Capwell in Santa Barbara. De laatste scène van zijn voorganger, Terry Lester, was de eerste van Gordon. Mason wordt namelijk neergeslagen en als hij opstaat, wordt de rol voortaan gespeeld door Gordon.
Thomson kon niet deelnemen aan Dynasty: The Reunion om wederom Adam Carrington te spelen, want hij was contractueel verbonden aan Santa Barbara. De rol van Adam ging toen naar acteur Robin Sachs.
Een citaat van Gordon: "Als een maagd bloost, weet ze al te veel".